# Matthias Hanke (Autor)
Matthias Hanke (* 1967 in Wolfenbüttel, Niedersachsen) ist ein deutscher Journalist, Autor und Fotograf.

## Leben
Während seiner Bankausbildung entdeckte er die Lust am Reisen und Fotografieren. Er arbeitete ein Jahr in Florida (USA) und fotografierte nebenbei für seine erste Diashow. Hanke gestaltete seitdem 10 Diashows, mit denen er in den Wintermonaten im deutschsprachigen Raum auf Tournee ist. In Göttungen gründete er das Fernwehfestival mit, bei dem 2025 zum 20. Mal Reiseberichte vorgestellt wurden.
Im Jahr 1993 gelang ihm die Durchquerung Afrikas erstmals auf der Marokko-Südafrika-Route ausschließlich mit öffentlichen Verkehrsmitteln. Über diese extreme Tour ist sein erstes Buch erschienen. Es folgten weitere Reisen nach Afrika, Kanada, Norwegen und in den Iran. Im Sommer 2010 befuhr er den Yukon River per Kanu von der Quelle bis zur Mündung in das Beringmeer.
Hanke lebt in Braunschweig und arbeitet als Reisejournalist und Buchautor.

## Werke
- Afrika erleben – Mit öffentlichen Verkehrsmitteln von Marokko bis zum Kap (Neuauflage 2008)
- Mallorca – Gesichter einer Insel (Bildband, 1999)
- Norwegen – Faszination zwischen Polarlicht und Mitternachtssonne (Bildband, Neuauflage 2008)
- Jakobsweg – Spaniens schönster Wanderweg (Bildband, 2007)
- Cornwall – Englands sonniger Süden (Bildband, 2007)
- "Abenteuer Yukon – 3.000 km mit dem Kanu durch Kanada und Alaska (Reisebericht, 2011)